# 鳥羽和久
鳥羽 和久（とば かずひさ、1976年8月21日- ）は、日本の教育者、作家。

## 人物
福岡県出身。文学修士。専門は日本文学及び精神分析学。2002年に学習塾唐人町寺子屋を開設。現在、株式会社寺子屋ネット福岡代表取締役、及び単位制高校「航空高校唐人町」校長、オルタナティブスクールTERA代表を兼任する。教育者としての活動のほかに、教育や現代カルチャー、旅行などに関するエッセイや論文などを発表しており、著書に『親子の手帖』（鳥影社）、『おやときどきこども』（ナナロク社）、『君は君の人生の主役になれ』（筑摩書房）などがある。
実家は敬虔なカトリックの家庭で、中学に入るタイミングで神父の道に進むことを周囲の大人から進言された。大学院時代の指導教員は哲学者の岩尾龍太郎。好物はあんこ。「受験後遺症」という用語の名付け親として知られる。

## 著書
単著
- 『旅をする理由』（2018年,啄木鳥社） ASIN B07BFBKHGM
- 『親子の手帖』（2018年,鳥影社）ISBN 978-4862656629
- 『おやときどきこども』（2020年,ナナロク社） ISBN 978-4904292945
- 『増補版 親子の手帖』（2021年,鳥影社） ISBN 978-4862658975
- 『君は君の人生の主役になれ』（2022年,筑摩書房） ISBN 978-4-480-68438-7
- 『「推し」の文化論　BTSから世界とつながる』（2023年,晶文社） ISBN 978-4794973313

編著
- 『「学び」がわからなくなったときに読む本』（千葉雅也、矢野利裕、古賀及子、井本陽久、甲斐利恵子、平倉圭、尾久守侑共著、あさま社、2024年）

共著
- 『こどもの夢中を推したい　小中学生の遊び・学び・未来を考える7つの対談集』（2023年,佐藤ねじと対談、freee出版) ISBN 978-4910653068
- 『わたしの反抗期』寺尾紗穂編（2023年,短編「春のめざめ」収録）
- 『鬱の本』（2023年,短編「大学をやめたい」収録、点滅社） ISBN 978-4991271939
- 『個人書店が選ぶ、いま読んでほしい 海の本』（2024年,田口康大との対談、及び書籍の選評を収録、みなとラボ）ISBN 978-4-9913001-1-0
- 『YOKOKU Field Notes #02 韓国・勝ち敗けのあわい』（2024年,韓国の競争社会及びK-POPの論考を収録、コクヨ株式会社・ヨコク研究所）ISBN 978-4866821047
- 『本に出会ってしまった。私の世界を変えた一冊』(2024年,短編「人生最大の読解力を使い切った」収録、ele-king books）ISBN 978-4910511719

## 連載
- 「十代を生き延びる　安心な僕らのレジスタンス」筑摩書房 ちくまweb
- 「こども歳時記」西日本新聞
- 「それがやさしさじゃ困る」西日本新聞
- 「ぼくらはこうして大人になった」大和書房
- 「旅をしても僕はそのまま」晶文社
- 「エデュアお悩み相談室」朝日新聞EduA

## メディア出演
- NHK福岡放送局「ロクいち!福岡」2020年5月27日
- NHK教育テレビジョン「ウワサの保護者会」2020年12月5日、2021年3月20日
- KBCラジオ「PAO〜N」2021年12月14日
- 千葉市美術館アーティストトーク「鳥羽さんといっしょに『あの日のことおぼえてる？』」2022年6月26日、植本一子と対談[11]
- NHKラジオ「ラジオ保健室」2022年11月11日、 ブルボンヌ、川端結愛と対談
- Learn by Creation NAGANO 2023 「どうして学ばないといけないの―"学び"と出会い直す―」2023年3月25日、阿部守一長野県知事と対談[12]
- 文化放送「大竹まこと ゴールデンラジオ!」2023年6月5日、 大竹まこと、阿佐ヶ谷姉妹、と対談[13]
- テレビ朝日「AbemaPrime」2024年10月29日、特集「受験後遺症」[14]